# Aristòtil
|  | Per a altres significats, vegeu «Aristòtil (desambiguació)». |

Aristòtil (Estagira, antiga Grècia, 384 aC - Eubea, antiga Grècia, 322 aC) va ser un filòsof de l'antiga Grècia. És un dels grans pensadors de la humanitat. La seva lògica, naturalisme i ètica dominaren en el pensament europeu durant gairebé 2.000 anys, fins ben entrat el segle xvi.
Aristòtil va dominar el coneixement de la seva època, des de la filosofia a la biologia, des de les matemàtiques fins a la psicologia. No sols va estudiar gairebé tots els àmbits del coneixement existents en el seu temps, sinó que, a més, va fer contribucions significatives en la majoria d'aquests.
Dins l'àmbit de la ciència, Aristòtil va estudiar anatomia, astronomia, economia, embriologia, geografia, geologia, meteorologia, física i zoologia. Dins la filosofia, va escriure sobre l'estètica, ètica, govern, metafísica, política, psicologia, retòrica i teologia. També va estudiar sobre l'educació de les persones, els costums estrangers, la literatura i la poesia. Les seves obres constitueixen una enciclopèdia virtual dels coneixements grecs. S'ha suggerit que Aristòtil va ser, probablement, l'última persona que sabia tot el que podia ser conegut en el seu temps.
Aristòtil afirmava que l'única realitat és el món que tenim al davant. No hi ha dos mons, com defensava Plató —el món de les idees i el món de les coses—, sinó un de sol, el món real, físic, dels éssers, i la seva constant transformació. Amb ell, la filosofia abasta tots els camps del saber. El seu pensament ha influït més que el de qualsevol altre autor en tota la història de la filosofia. Cal destacar el paper dels àrabs en la seva reintroducció a Europa.
Encara que Aristòtil va escriure tractats elegants i diàlegs —Ciceró descriu el seu estil literari com «un riu d'or»—, es creu que la majoria dels seus escrits s'han perdut i només al voltant d'un terç de les obres originals han sobreviscut.

## Biografia
La vida d'Aristòtil no es coneix amb exactitud. Hi ha poques dades biogràfiques a les seves obres i no es coneixen gaires testimoniatges dels seus contemporanis. Els seus doxògrafs Dionís d'Halicarnàs i Diògenes Laerci són dos o més segles posteriors a la seva mort. Va ser preceptor d'Alexandre el Gran a qui li transmet l'esperit de crítica i filosofia així com el sentiment de pertinença a l'hel·lenisme. Segons els seus biògrafs, sobretot Diògenes Laerci, Aristòtil tenia humor i era tartamut.

### Infantesa
Aristòtil va néixer a Estagira, a la península Calcídica, actualment Stavros, l'any -384, a uns 55 quilòmetres a l'est de la moderna Salònica. Aleshores pertanyia al Regne de Macedònia i avui és a la regió de Macedònia de Grècia.
El seu pare, Nicòmac, era el metge personal del rei Amintes III de Macedònia. La seva mare Festies, era llevadora, originària de l'illa d'Eubea. La seva família va pretendre que provenia de Macàon. Aristòtil va ser entrenat i educat com un membre de l'aristocràcia. Els seus pares varen morir quan encara era molt jove degut a la resistència que es va donar a Pella durant el regnat d'Arquelau I de Macedònia. El jove es trasllada problement a Atarneu. La seva tutela passa a mans de Proxenus d'Atarneu.

### Període de l'Acadèmia
A l'edat de divuit anys, es va traslladar a Atenes per continuar la seva educació a l'Acadèmia platònica, i Plató va ser el seu mestre. Plató, que segons els escrits que posseïm hi veu un jove talentós i intel·ligent, li dona el permís per ensenyar retòrica. Es torna anagnost de Platí, que el fa dir «el lector» o «l'intel·ligent de l'escola», en grec antic, Nοῦς τῆς διατριβῆς. Aristòtil va romandre a l'Acadèmia durant gairebé vint anys, primer com a alumne i posteriorment com a professor, fins després de la mort de Plató, l'any -347.

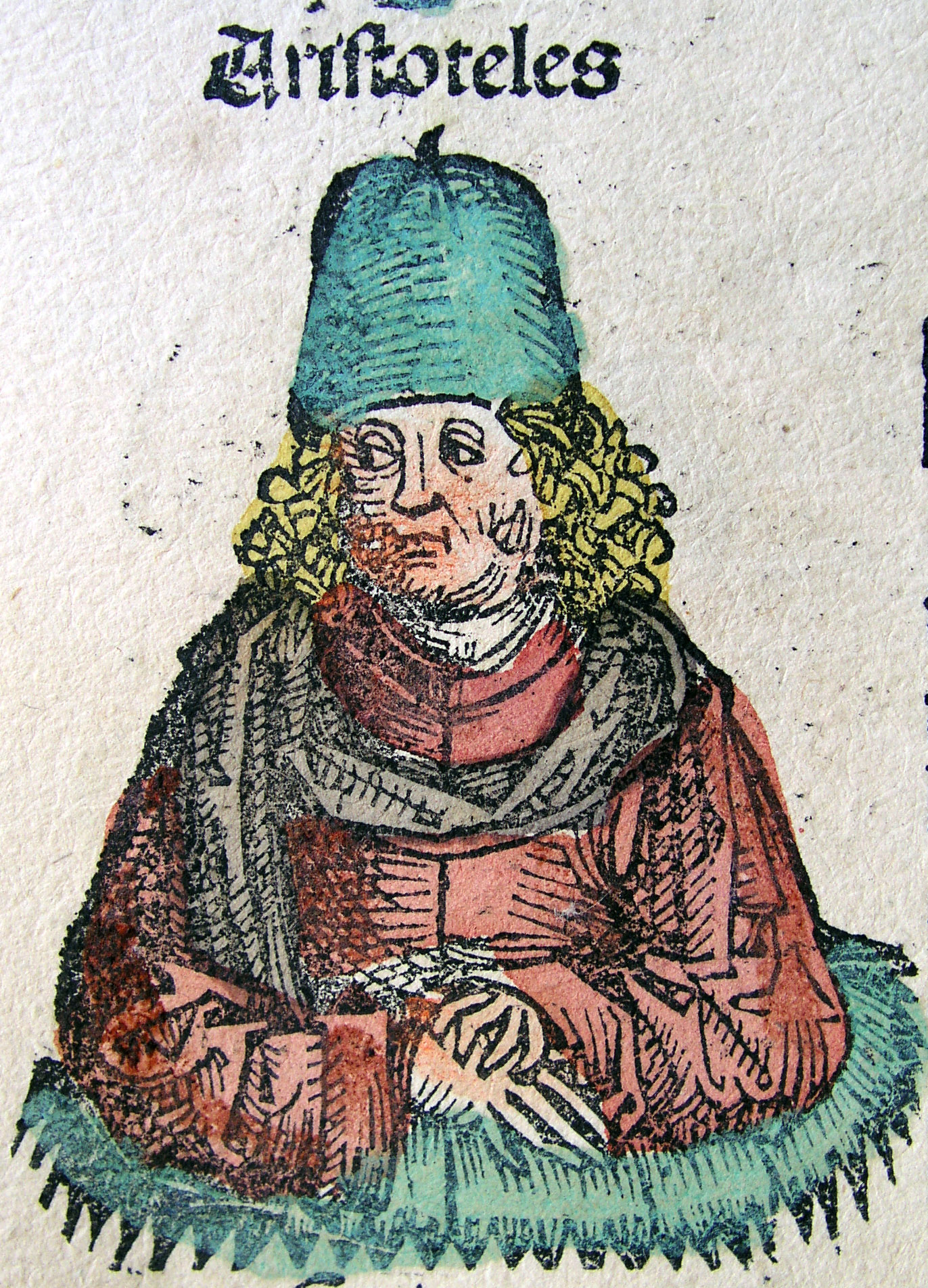
Aristòtil, amb vestimenta acadèmica del, a la Crònica de Nuremberg, del 1493

Degut al fet que Aristòtil va acudir a l'Acadèmia durant el seu període de màxima esplendor, es podria dir que va poder formar-se adequadament. Èudox va ser qui va exercir la primera influència sobre el jove Aristòtil en haver-hi inculcat l'exigència del «salvar els fenòmens», dit altrament, «trobar un principi que expliqui els fets tot conservant la genuïnitat de presentar-se intacta». El fet que les idees d'Èudox diferissin de la filosofia platònica i que això les conduïa a l'aporia, Aristòtil no va fer-ne gaire cas, encara que sí que va relacionar-se amb Espeusip, Felip d'Opunt, Erast i Corisc. Tant el primer com el segon varen ser escolarques de l'Acadèmia.
Durant aquest període de joventut va escriure diversos diàlegs i el Protrèptic, una exhortació a la filosofia molt popular adreçada al públic generalista. Cap d'aquestes obres no s'ha pogut conservat a excepció d'alguns fragments. Finalment, Aristòtil va participar possiblement als Misteris eleusins, d'on n'hauria escrit L'experiència és aprendre.

### Formació de la seva filosofia
Quan va morir Plató, Aristòtil va marxar d'Atenes i en aquest període va confegir les seves pròpies teories, allunyant-se dels ensenyaments del seu mestre. Deia que era «amic de Plató, però encara més amic de la veritat». Durant aproximadament tres anys va viure sota la protecció del seu amic i antic company d'Acadèmia, Hèrmies, governador de la ciutat. Es va casar amb Píties, neboda o filla adoptiva d'Hèrmies. Li va donar una filla, a qui van anomenar també Píties.
Va viatjar amb Xenòcrates a la cort del seu amic Hèrmies d'Atarneu, a l'Àsia Menor. A Àsia, Aristòtil va viatjar amb Teofrast a l'illa de Lesbos, on junts van investigar la botànica i la zoologia de l'illa.

Poc després de la mort d'Hèrmies, executat per Mentor de Rodes, Aristòtil va ser convidat pel rei Filip II de Macedònia per convertir-se en el tutor del seu fill i hereu, Alexandre el Gran; era l'any -343 i es trasllada a viure dos anys a l'illa de Lesbos. 

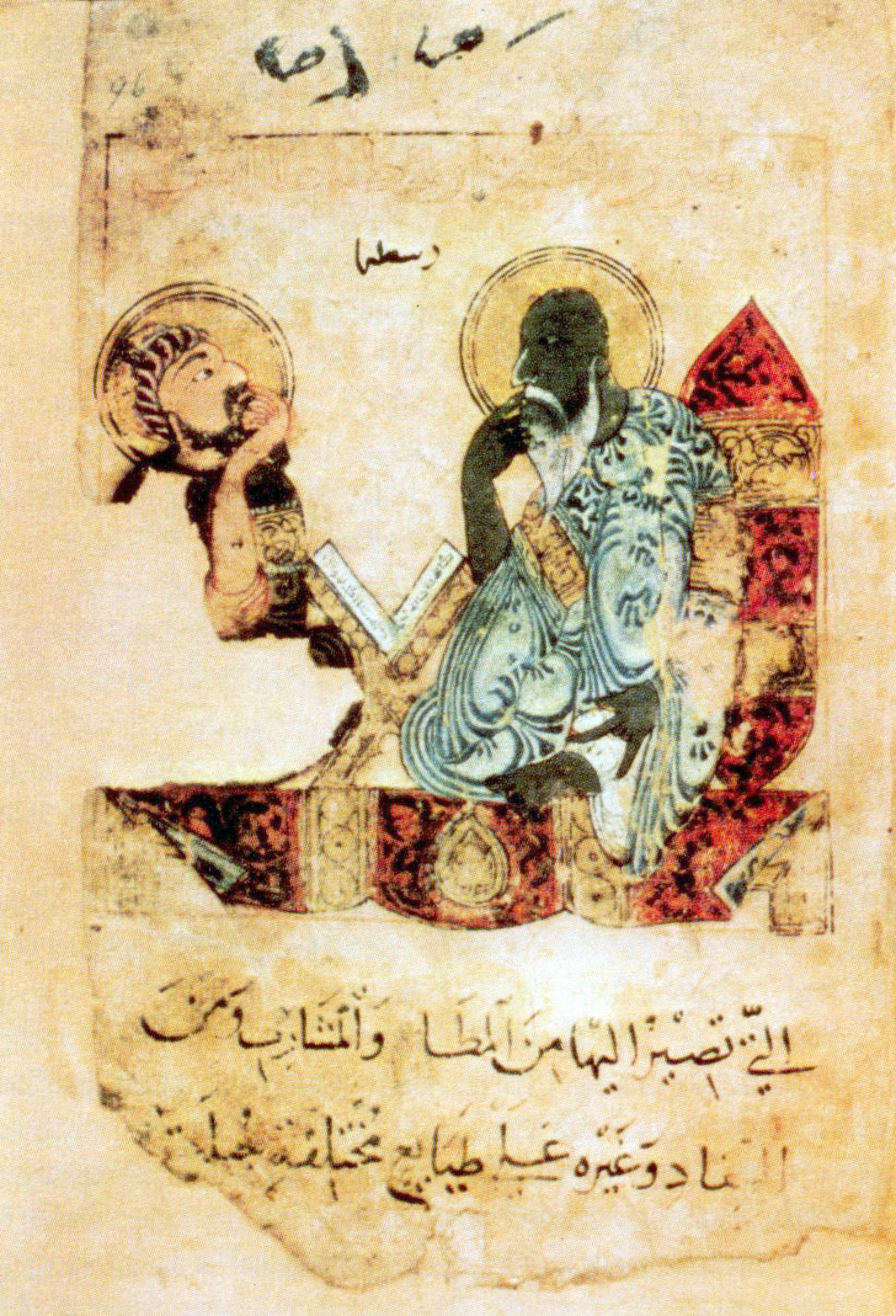
Antiga representació islàmica d'Aristòtil

#### Alexandre Magne i el Liceu
Aristòtil va ser designat com a cap de la Reial Acadèmia de Macedònia. Durant aquest temps, donà lliçons no sols a Alexandre, sinó també a altres dos futurs reis: Ptolemeu i Cassandre.
En l'obra Política, Aristòtil afirma que només una cosa podria justificar la monarquia, i era si la virtut del rei i la seva família eren més grans que la virtut de la resta dels ciutadans en el seu conjunt. Amb molt de tacte, va incloure el jove príncep i el seu pare en aquesta categoria.
Aristòtil va encoratjar Alexandre en la gran conquesta oriental, i la seva actitud cap a Pèrsia era descaradament etnocèntrica. En un exemple famós, aconsellava Alexandre perquè fos "un líder per als grecs i un dèspota per als bàrbars; per tenir cura dels primers com a amics i familiars, i fer front als altres com la que es té amb els animals o les plantes".
L'any 335 aC va tornar a Atenes i va fundar la seva pròpia escola, el Liceu. Es va dedicar tant a la investigació com a l'ensenyament, i va impartir cursos durant dotze anys. Mentre estava a Atenes, va morir la seva dona Píties i Aristòtil es va aparellar amb Herpília d'Estagira, que li va donar un fill, nen a qui van donar el nom del seu pare, Nicòmac. Segons la Suda, Aristòtil també tenia un eromenos, Palefat d'Abidos.
És durant aquest període de mestratge a Atenes, entre el 335 aC i el 323 aC, quan es creu que Aristòtil va produir moltes de les seves obres. Aristòtil va escriure molts diàlegs, però només alguns fragments ens n'han arribat. Les obres que han sobreviscut estan en forma de tractat i no van ser, majoritàriament, destinades a ser publicades de manera generalitzada, ja que se sol creure que servien de suport a l'ensenyament, com a conferències per als seus alumnes. Els seus tractats més importants són el de Física, Metafísica, Ètica a Nicòmac, Política, De Anima (Sobre l'ànima) i la Poètica.
A prop del final de la seva vida, Alexandre va començar a sospitar de complots contra ell, i va amenaçar Aristòtil en algunes cartes. No era cap secret el menyspreu que sentia Aristòtil per les pretensions divines d'Alexandre, que a més havia fet executar Cal·lístenes d'Olint, un familiar d'Aristòtil, com un traïdor. Una tradició molt estesa en l'antiguitat fou que Aristòtil era sospitós d'haver tingut participació en la mort d'Alexandre, però hi ha poques proves que ho sostinguin.
Després de la mort d'Alexandre, el sentiment contra els macedonis a Atenes va augmentar. Eurimedont, hierofanta, va denunciar Aristòtil per no lloar els déus. Aristòtil va haver de marxar a la propietat de la família de la seva mare a Calcis, i comentà: "No vaig permetre que els atenencs pequessin dues vegades contra la filosofia"; una referència a l'anterior judici i execució de Sòcrates pels atenencs. Va morir a l'illa d'Eubea de causes naturals, l'any 322 aC, a l'edat de 62 anys. Aristòtil va nomenar conseller delegat el seu alumne Antípater i va deixar un testament en què va demanar ser enterrat amb la seva dona.

## Pensament i obra

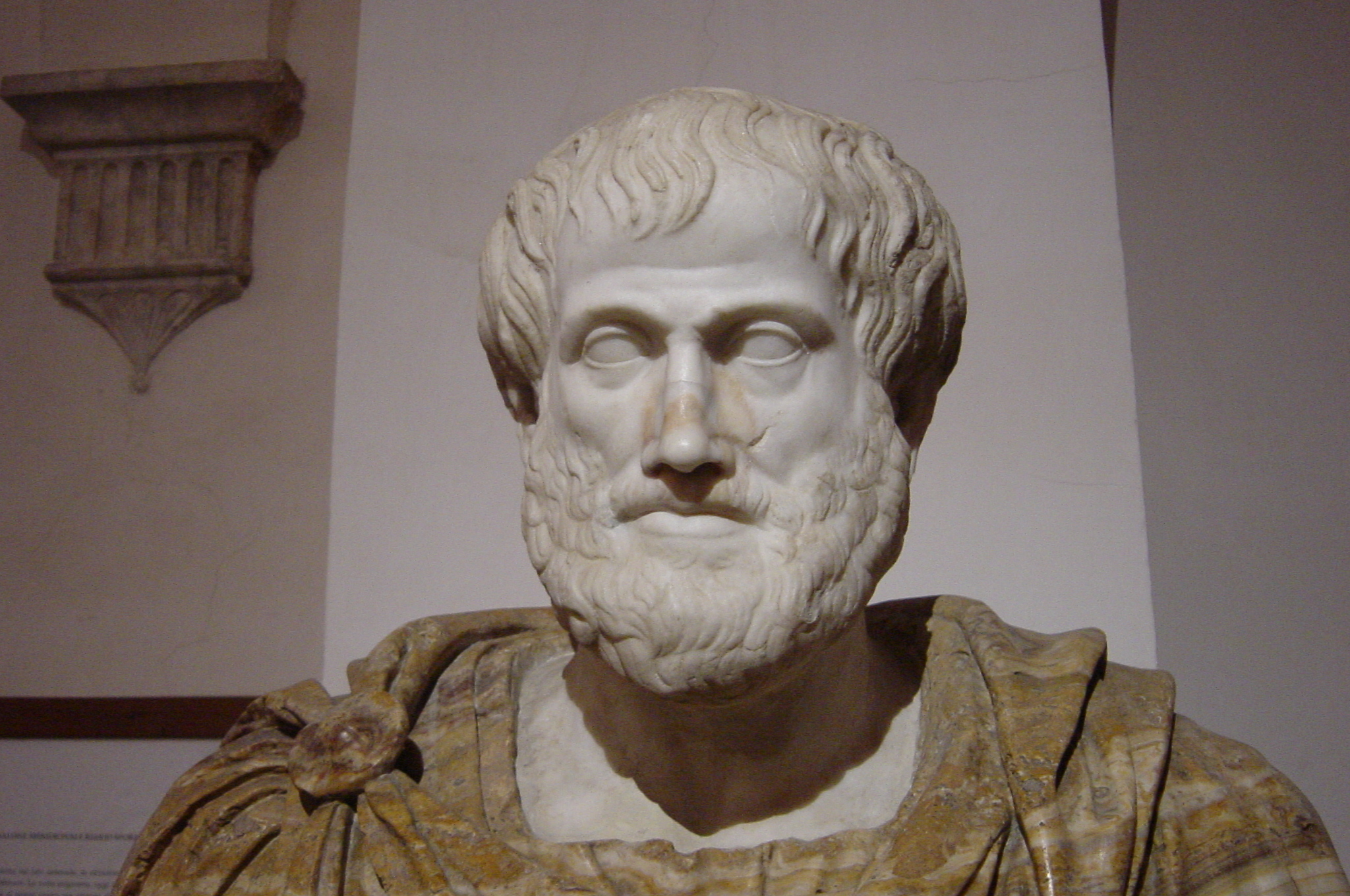
Bust d'Aristòtil conservat al Palazzo Altaemps, a Roma

Segons la cosmologia aristotèlica, el cosmos és finit, ordenat, esfèric, ple, geocèntric, geoestàtic. Dividit en dues regions clarament diferenciades pels elements materials amb els quals estan constituïdes i pel tipus de moviment:
- Regió supralunar (el cel), formada per esferes concèntriques d'èter, matèria incorruptible (eterna) i amb moviment circular.
- Regió sublunar (la Terra, esfèrica[11][12]), quieta al mig de l'Univers, formada per terra esfèrica, aigua, aire i foc, en moviment lineal i també tenia el pensament de que la matèria és corruptible, és a dir, es fa malbé.

Aristòtil considera que el coneixement és un procés ascendent que va de l'objecte al concepte, de les coses a les causes. Distingeix dos grans nivells de coneixement: el nivell sensitiu i el nivell intel·lectual. Si bé accepta com el seu mestre Plató que la doxa o opinió comuna és errònia, perquè es queda amb l'aparença de la veritat, sí que considera l'enraonament com a coneixement fiable: la doxa és l'opinió comuna referendada per l'autoritat i el debat públic.
El coneixement intel·lectual es transmet sobretot a partir del llenguatge i la reflexió. El llenguatge al·ludeix a veritats universals, al món i les seves maneres d'éssers, i per aquest motiu és comprensible per qualsevol ésser humà; el que varien són les llengües particulars, subjectes a convencions.

### Ètica
El filòsof veia l'ètica com una ciència pràctica, és a dir, quelcom fruit de més que mer raonament, sinó de l'acció pràctica i duradora. L'ésser humà busca la felicitat (eudaimonia), el més gran bé. La felicitat no pot ser trobada sinó actuant segons la naturalesa del mateix ésser humà, la naturalesa que el defineix, actuant segons l'intel·lecte, que busca la raó. Això ens porta a pensar que una manera de ser feliços és actuar sempre amb un terme mitjà. Un terme entre l'excés i el defecte. Aristòtil desenvolupa la seva posició ètica en tres obres: Ètica a Nicòmac (anomenada així també Ètica nicomaquea), Ètica a Eudemi (o bé Eudèmia) i la Magna Moralia o Gran ètica.

### Física aristotèlica
És l'estudi de l'ésser en moviment. Aquest sempre es dona en ordre a una finalitat, per això hi ha diverses classes de moviment o canvi: de lloc, quantitatiu i substancial. Les lleis del moviment són:
- Tot mòbil requereix un motor.
- Si cessa la causa, cessa l'efecte.
- La natura és principi de moviment.
- A la natura no hi ha el buit.
- A la regió supralunar el moviment és circular.
- A la regió sublunar, el moviment és lineal, i pot ser natural o violent.

### Lògica
És l'eina que fa servir l'enteniment per a la ciència. El mètode de la lògica és la deducció sil·logística, que permet deduir conclusions vertaderes de premisses vertaderes, i fa possible la deducció. Hi ha uns principis lògics de la deducció, que són:
- Els axiomes: principis comuns a tot el saber que no necessiten demostració perquè són evidents.
- Les definicions: principis que s'ajusten a l'objecte de cada ciència, no evidents per si mateixos i que s'han d'aprendre.

La ciència és un coneixement necessari, universal i cert de les coses, que arriba fins a les essències, les expressa en definicions i les exposa per les seves causes. Per tant, és un saber demostratiu que segueix un procés progressiu entre categories, judicis i raonaments.
- Concepte: element més simple de l'enteniment, intuïció immediata de les coses, que sempre és veritable.
- Judici: atribució d'un concepte que fa de predicat a un altre que fa de subjecte. Atribució que pot ser vertadera o falsa.
- Raonament: judicis relacionats entre si, dels quals se'n dedueix un judici nou o conclusió. El raonament deductiu vàlid és el sil·logisme, que consta de tres judicis, els dos primers són les premisses i el tercer n'és la conclusió.

Les obres d'Aristòtil que tracten de lògica es troben recollides en l'Organon.

### Metafísica

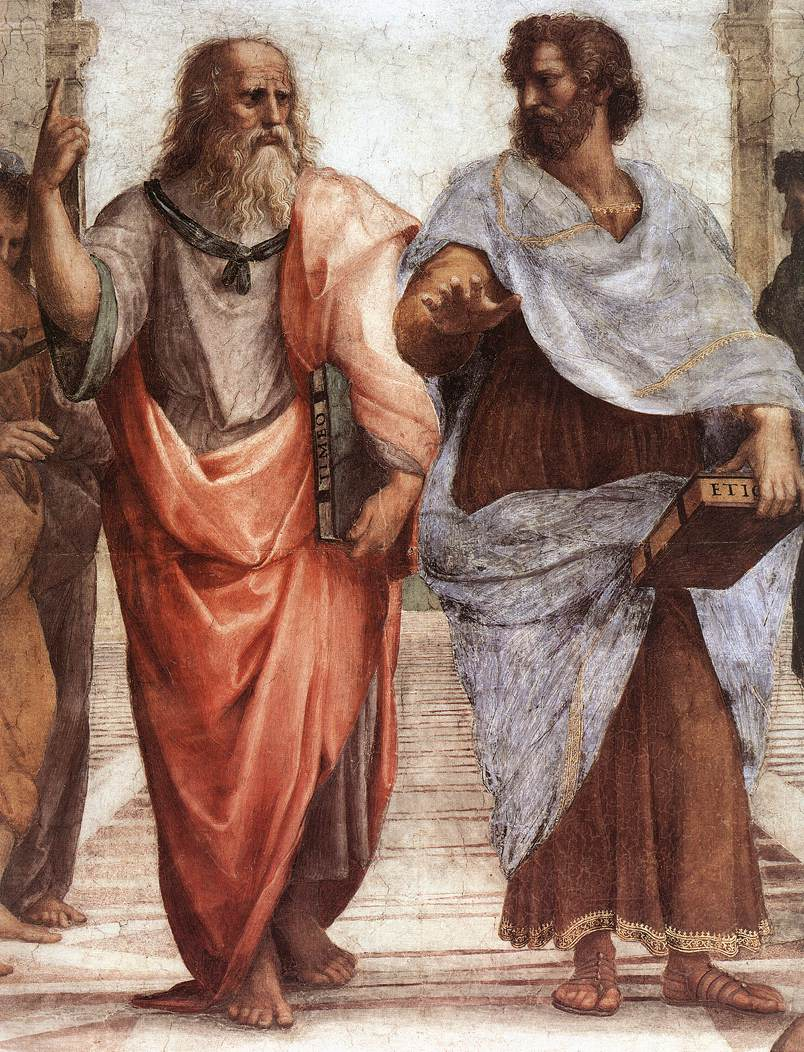
Plató i Aristòtil, per Raffaello Sanzio (detall de L'escola d'Atenes, 1509)

És la ciència de l'ésser en tant que ésser, és a dir, considera la realitat i les coses en allò que totes tenen en comú, el fet de ser, existir.
- Categories de l'ésser. Ésser és un concepte analògic; té molt sentits o categories, però totes es refereixen a la substància; el que existeix per si mateix, individualment. El que acompanya i determina la substància, però que no existeix per si mateix individualment, i són els accidents. Les deu categories són:

1. Substància
2. Quantitat
3. Qualitat
4. Relació
5. Lloc
6. Temps
7. Posició
8. Possessió
9. Acció
10. Passió

- Teoria hilemòrfica. La substància és un compost de matèria (hylé) i forma (morphé). La matèria és pura i indeterminada, la forma és la que la determina i allò que fa que una cosa sigui el que és.
- Teoria de la causalitat. Res esdevé per atzar. Tot té una causa, que pot ser:
  - material, la matèria de què està feta.
  - formal, la forma que té.
  - eficient, qui l'ha feta.
  - final, per a què l'ha feta.
- Dinamisme de l'ésser. La forma d'una cosa en un moment donat és el seu acte (energia), que activa la possibilitat o potència de la matèria de canviar de forma; totes les coses contenen en si mateixes els principis dels seus propis camins. El canvi implica el moviment, i aquest el pas del temps.

### Política

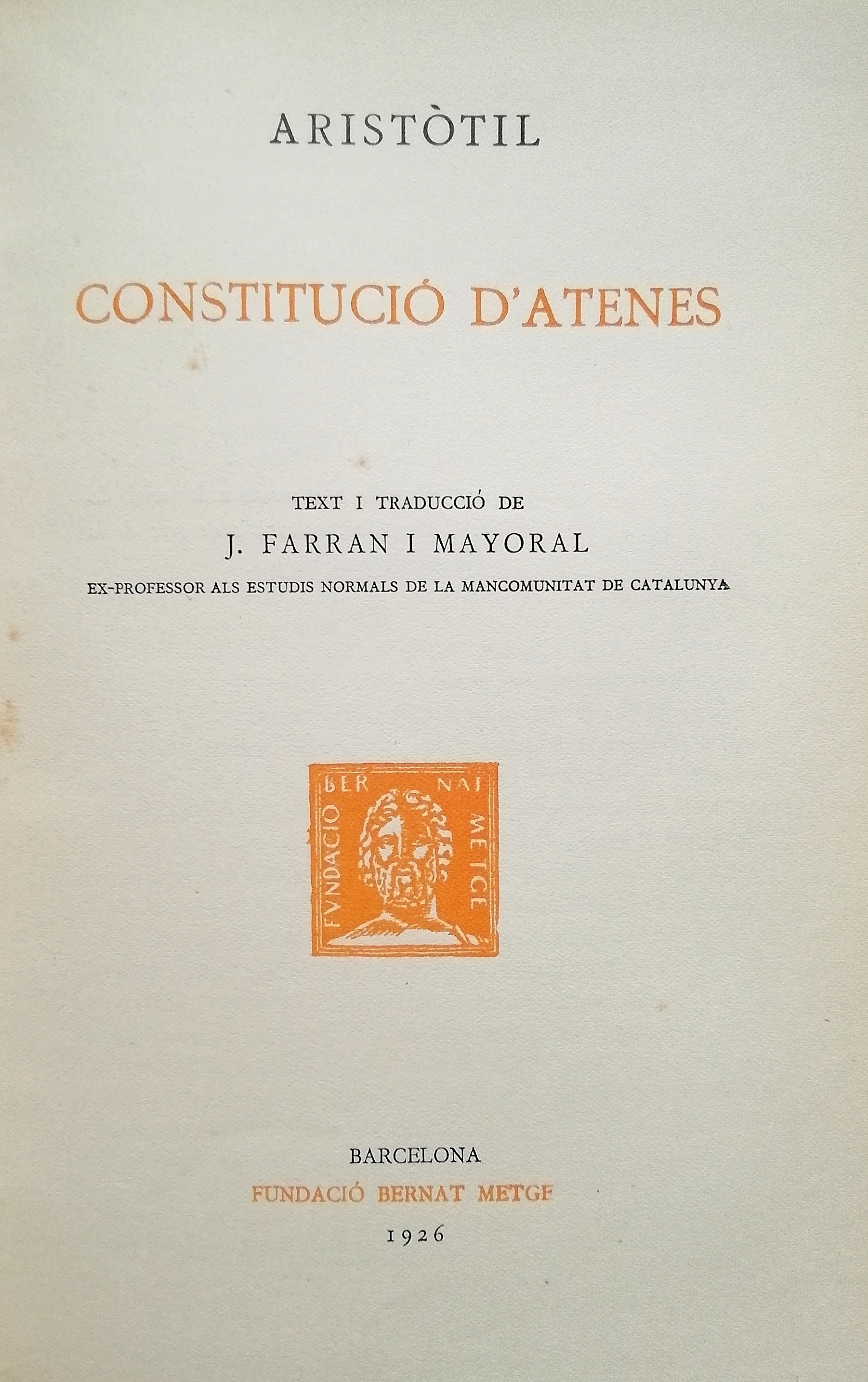
Constitució d'Atenes (Athenaion politeia - Ἀθηναίων πολιτεία) d'Aristòtil. Traducció grec/català publicada a Barcelona per la Col·lecció Fundació Bernat Metge l'any 1926

L'ésser humà és un animal polític. El bé de l'individu depèn del bé de la comunitat.
La finalitat de la política és l'organització de l'estat de manera que garanteixi les condicions necessàries per a la vida feliç. Per això, cal un govern recte i una organització de l'estat que, en fonaments, és un sistema educatiu que atengui la formació moral dels ciutadans.
Considera la persona un ésser cívic, mentre que animals i déus resulten incívics.
Segons Aristòtil, hi ha 3 tipus de govern positiu: la monarquia (el poder està en mans d'algú que té el vistiplau del poble), l'aristocràcia (el poder el té gent de qualitat) i la democràcia moderada (segons Aristòtil, aquesta és la millor forma de govern, sempre que es busqui el bé comú). També hi ha formes de govern negatives: la tirania, l'oligarquia i la democràcia radical o demagògia (en tots aquests casos, hi ha un abús de poder i en cap moment es busca afavorir la comunitat).
Sobre política, Aristòtil, escrigué Política (Aristòtil) i la Constitució d'Atenes (Athenaion Politeia).

### Psicologia aristotèlica
En l'estudi dels éssers vius, Aristòtil els descriu com un conjunt hilemòrfic de cos (matèria) i ànima (forma). Atès que l'ànima és el principi de tota activitat dels éssers vius, l'ànima preval sobre el cos; però no totes les ànimes poden realitzar les mateixes funcions:
- vegetativa → nutrició i reproducció, orientada a la conservació → Plantes
- sensitiva → funció sensorial, orientada al moviment → Animals
- intel·lectiva → funció intel·lectual, orientada al pensament → Persones

### Economia
Aristòtil es va plantejar si era lícit el fet que els comerciants s'enriquissin simplement amb la compravenda de béns i va distingir entre:
- Economia: producció de béns per a satisfer necessitats.
- Crematística: el seu objectiu no és produir, sinó obtenir beneficis. En aquesta categoria, hi inclou els comerciants i els prestadors.

Segons ell, les funcions dels diners eren ser unitat de compte, mitjà d'intercanvi i dipòsit de valor, però els diners són estèrils per si mateixos i, per tant, és il·lícit cobrar interessos, idea que més tard adoptà el cristianisme durant molts segles.

### Poètica

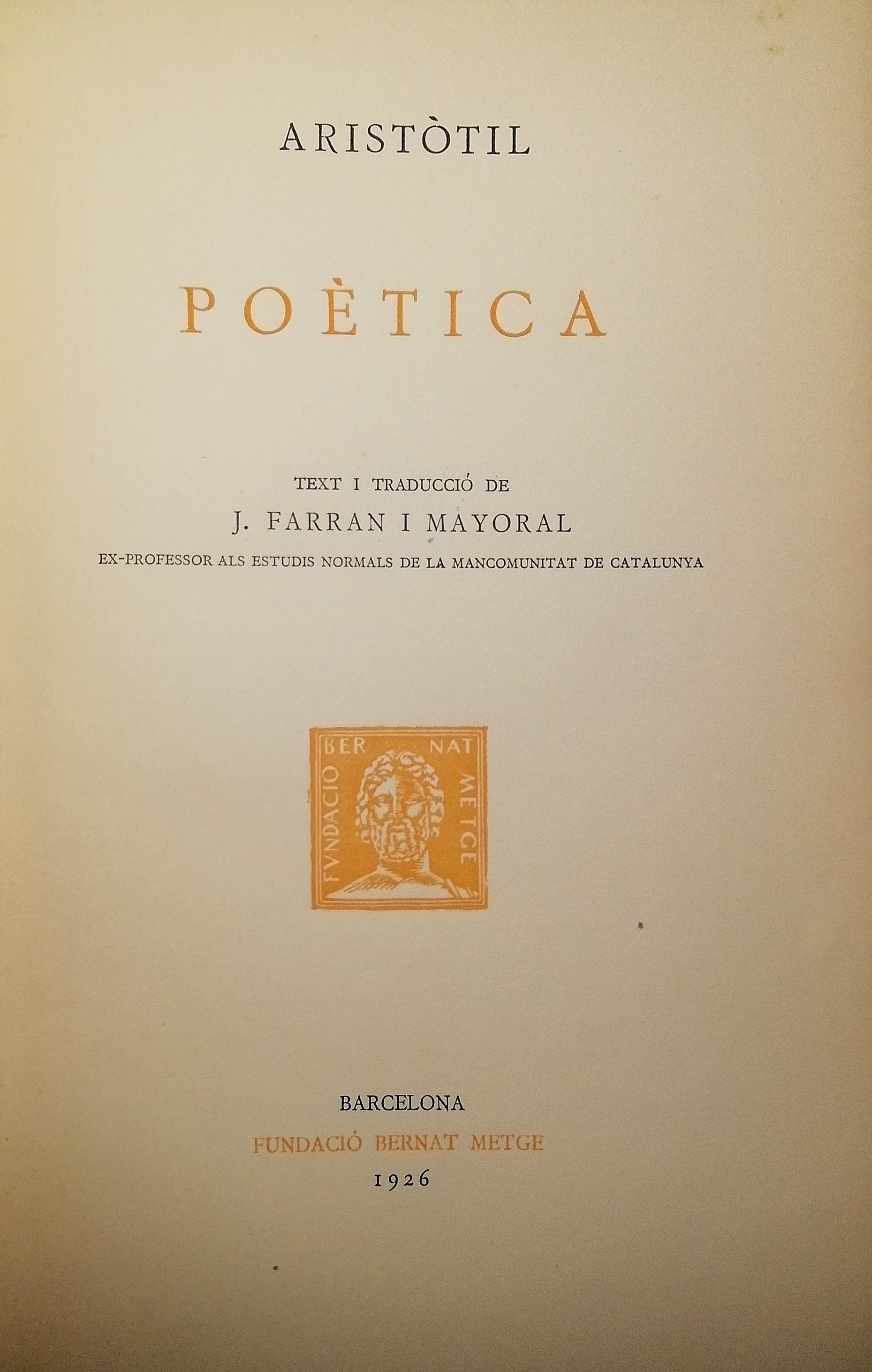
Poètica d'Aristòtil, traducció catalana publicada a Barcelona per la Col·lecció Fundació Bernat Metge l'any 1926

La Poètica és una obra d'Aristòtil, escrita al segle iv aC, entre la fundació de la seva escola a Atenes, l'any 335 aC, i la seva partida definitiva de la ciutat, el 323 aC. El seu tema principal és la reflexió estètica per la caracterització i descripció de la tragèdia. Pel que sembla, l'obra estava composta originàriament per dues parts: un primer llibre sobre la tragèdia i l'epopeia, i un segon sobre la comèdia i la poesia iàmbica, que es va perdre, aparentment durant l'edat mitjana, i del qual no es coneix res. Dins la Poètica, va incloure la seva teoria sobre la literatura. Va classificar els gèneres, aportant normes sobre com fer cada tipus d'obra. Aquestes normes no van ser posades en dubte fins al romanticisme. Destaca el concepte de catarsi, segons el qual la funció de la literatura és alliberar el receptor de les passions no desitjades en sentir alhora que els personatges.
Aristòtil considerava que la poesia èpica, la tragèdia, la comèdia, el ditiràmbic i la música eren imitatives, mimètiques, i la imitació variava en funció dels mitjans de comunicació, l'objecte i la forma. Per exemple, els músics poden imitar mitjançant el ritme i l'harmonia, mentre que la dansa ho fa amb el ritme sol, i la poesia amb el llenguatge. Les formes també difereixen segons l'objecte a imitar. Les formes difereixen en la manera d'imitar. Aristòtil creia que la imitació és natural per a la humanitat i constitueix un dels avantatges de la humanitat sobre els animals.
Si bé es creu que la Poètica d'Aristòtil s'estructura en dos llibres, l'un sobre la comèdia i un altre sobre la tragèdia, només la part que se centra en la tragèdia ha sobreviscut. Aristòtil va ensenyar que la tragèdia es compon de sis elements: l'estructura de la trama, el caràcter, l'estil, l'espectacle, i la poesia lírica. Els personatges d'una tragèdia són simplement una forma de conduir la història i la trama; els personatges no són el principal focus de la tragèdia. La tragèdia és la imitació de l'acció de despertar la pietat i el temor, i es pretén dur a terme la catarsi de les mateixes emocions. La Poètica d'Aristòtil conclou amb un debat sobre què és millor: l'èpica o la mimesi tràgica. Suggereix que la tragèdia, perquè té tots els atributs d'una epopeia; possiblement, té atributs addicionals, com a espectacle i música; té més unitat, i arriba a l'objectiu de la seva mimesi de més a prop, i pot ser considerada superior a l'èpica.
Aristòtil va ser un col·leccionista sistemàtic i profund dels enigmes, el folklore i els refranys; ell i la seva escola tenia un interès especial en els enigmes de l'oracle de Delfos i va estudiar les Faules d'Isop.
García Yebra, opinant sobre la traducció del títol de l'obra, assenyala el següent: «es divideixen les opinions pel que fa a la interpretació del terme ποιητική [poètica]: s'ha d'entendre 'poesia' o '(art) poètica' (…)». Tot seguit, cita l'opinió d'un traductor anglès de la Poètica, G. F. Else, que havent traduït el títol com a Art of poetic composition (Art de la composició poètica) es justifica així: «Per mitjà de la teoria d'Aristòtil, la poiétiké, "art poètica", es concep activament; poiesis, el procés real de composició… és l'activació, la posada en obra, de la poiétiké (…). Cal recordar també que aquestes paraules [poiétiké i poiesis], igual que poiétés, 'poeta', es formen directament sobre poiein, 'fer'. En grec, la seva llengua li recordava constantment que el poeta és un creador». García Yebra tanca la nota justificant la seva traducció així:
| «                     | «No obstant això, crec que ποιητική s'ha de traduir senzillament per «poètica» que, substantivat, té bàsicament sentit actiu: «art de la composició poètica», però no exclou l'altra, en certa manera passiu: «estudi dels resultats d'aquest art». | » |
| — García Yebra (1974) | |   |

Ha estat discutit tradicionalment si, de fet, Aristòtil hauria escrit un segon llibre o no. Els arguments a favor de l'existència d'un segon llibre es basen en les indicacions del mateix Aristòtil en el llibre III de la seva Retòrica i en la Poètica (49B 22), que més tard es parlarà de la comèdia i del ditirambe, i que només es troben referències menors a aquests gèneres. D'altra banda, en tractats antics i de l'edat mitjana sobre les obres d'Aristòtil, sovint es troben referències a aquest segon llibre. A més, s'argumenta que si aquest fos l'únic llibre, en el seu final Aristòtil faria una conclusió reprenent tots els temes destacats de l'obra a tall de tancament, com fa en les seves altres obres. Els arguments contraris, que neguen l'existència d'un segon llibre, es basen en la idea que l'opinió clarament negativa d'Aristòtil sobre la comèdia hauria influenciat el fet de no escriure res al respecte. D'altra banda, i més a tall anecdòtic, aquest llibre II de la Poètica, la "Comèdia", és el llibre que, en la novel·la d'Umberto Eco El nom de la rosa, és la causa de l'assassinat de diversos monjos.

### Biologia

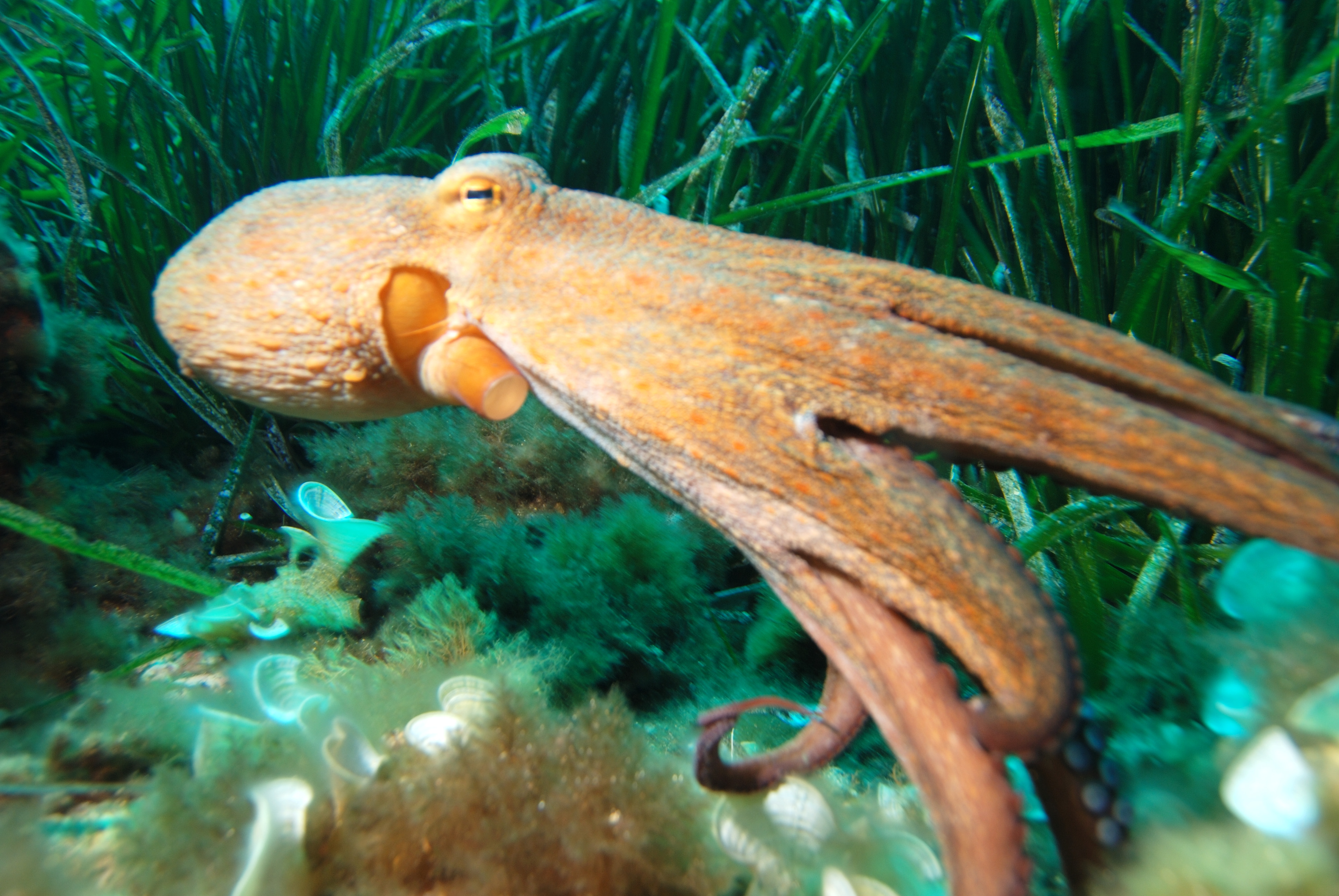
Pop (Octopus) nadant

La classificació d'Aristòtil dels éssers vius conté alguns elements que encara preexistien al segle xix. El que en la zoologia moderna s'anomenen vertebrats i invertebrats, Aristòtil els anomenava «animals amb sang» i «animals sense sang»; cal considerar que ell no podia saber que els invertebrats complexos fan ús d'una hemoglobina d'un tipus diferent de la dels vertebrats. Els «animals amb sang» es divideixen en vivípars (éssers humans i mamífers), i d'ous fèrtils (aus i peixos). El grup dels invertebrats («animals sense sang») comprèn els insectes, crustacis (dividits en cefalòpodes, sense closca, i amb closca) i testacea (musclos). En alguns aspectes, aquesta classificació incompleta és millor que la de Linné, que amuntegava tots els invertebrats en dos grans grups, Insecta i Vermes (cucs).
Per a Charles Singer, "res no és més notable en els esforços [d'Aristòtil] per [exposar] les relacions entre els éssers vius com la scala naturae (escala de la natura). En la Historia Animalium, Aristòtil classifica els animals en relació amb una jerarquia d'acord amb l'escala de la natura, segons la complexitat de l'estructura i la funció, i en la qual els organismes superiors manifesten una major vitalitat i capacitat de moviment. Aristòtil, per descomptat, no és responsable de la posterior utilització d'aquesta idea per part de l'Església.
Aristòtil creia que propòsits intel·lectuals, com per exemple les causes formals, guien tots els processos naturals. Aquest punt de vista teleològic d'Aristòtil dona peu a justificar les seves dades observades com una expressió del disseny formal. Observant que "cap animal té, al mateix temps, grans ullals i banyes", i altres detalls similars, Aristòtil suggereix que la natura, quan no fa possible l'existència d'un animal amb dues banyes i bons ullals, fa un estalvi de vanitat, i ofereix les facultats a les criatures només en el suficient grau en què el sigui necessari. Prenent nota que els remugants tenien estómacs múltiples i dents febles, suposa que l'existència dels primers compensen la darrera evidència; la natura tracta de preservar un tipus d'equilibri.
De manera similar, Aristòtil creia que les criatures estaven disposades en una escala graduada de perfeccionament que augmenta des de les plantes fins a l'ésser humà, la scala naturae, la gran cadena del ser. El seu sistema tenia onze graus, ordenats d'acord amb «el grau que estan infectades amb el potencial», va expressar en la seva forma en el naixement.
Aristòtil també va considerar que el nivell de perfecció d'una criatura es reflecteix en la seva forma, però no condemnada per endavant per aquesta forma. Idees com aquesta, i les seves idees sobre les ànimes, no es consideren com a ciència en tots els temps moderns.
Va fer èmfasi en els tipus de l'ànima que un organisme contenia, afirmant que les plantes tenen una ànima vegetativa, responsable de la reproducció i el creixement, els animals una de vegetativa i una ànima sensible, responsable de la mobilitat i la sensació, i els éssers humans una de vegetativa, sensible, i una ànima racional, capaç de pensament i la reflexió.
Aristòtil, en contrast amb els filòsofs anteriors, però d'acord amb els egipcis, ja que l'ànima rau al cor, més que al cervell. Notable és la divisió d'Aristòtil de la sensació i el pensament, que generalment anava en contra dels filòsofs anteriors, amb l'excepció d'Alcmeó.

## Llegat

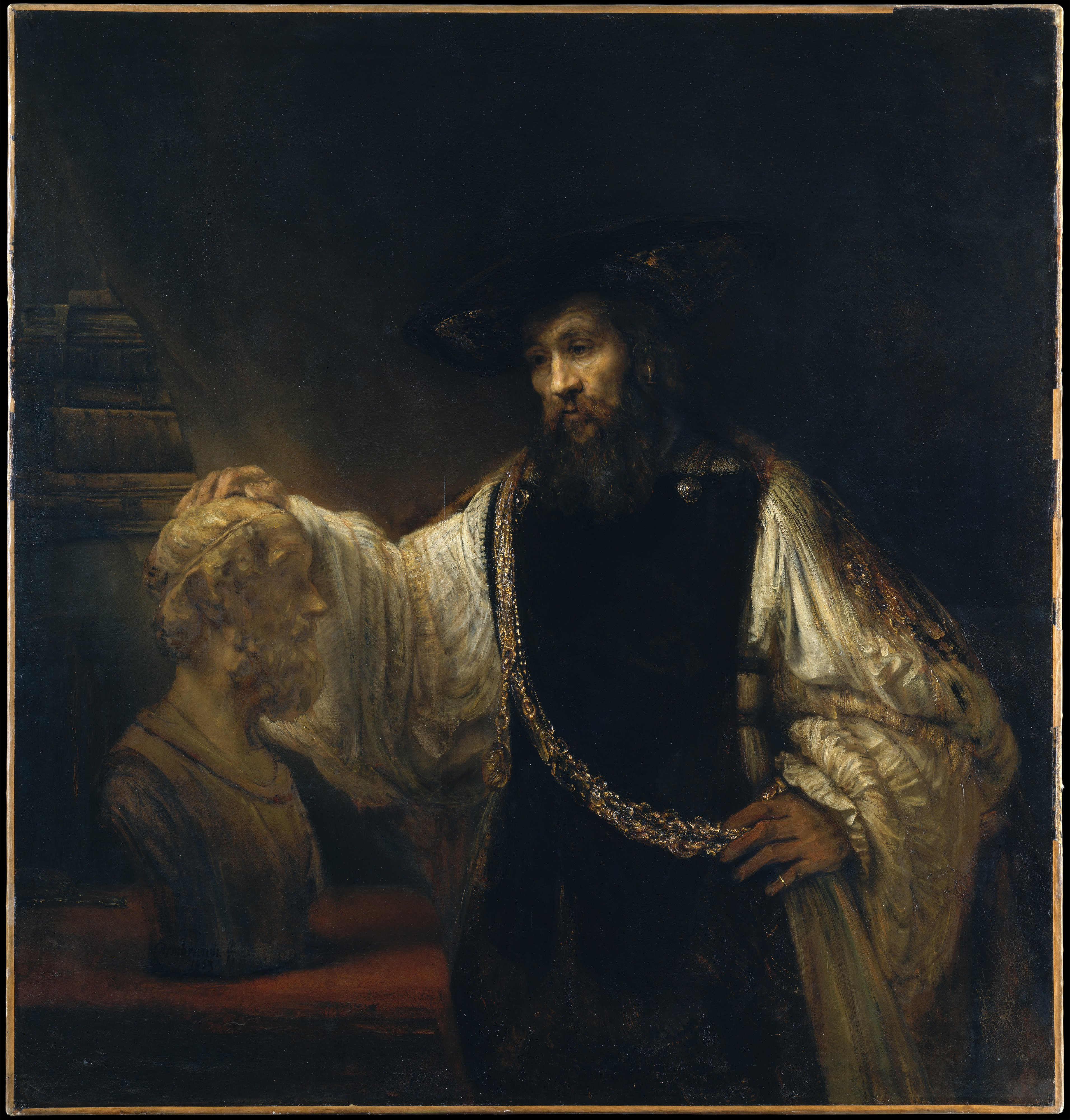
Aristòtil amb un bust d'Homer (1653), de Rembrandt van Rijn. Conservat al Metropolitan Museum of Art

Més de 2.300 anys després de la seva mort, Aristòtil continua sent una de les persones més influents de tots els temps. Contribuí a gairebé tots els camps del coneixement humà que existien en el seu temps, i fou el fundador de molts nous camps. Segons el filòsof Bryan Magee, «és dubtós que qualsevol humà hagi conegut tant com ell». Entre altres fites, Aristòtil fou el fundador de la lògica formal, pioner en l'estudi de la zoologia, i deixà tot futur científic i filòsof en deute amb ell per les seves contribucions al mètode científic.
Malgrat això, la influència dels errors d'Aristòtil és considerada per alguns per haver fet considerablement un pas enrere en la ciència. Bertrand Russell assenyala que «gairebé cada avanç intel·lectual seriós ha hagut de començar amb un atac a alguna doctrina aristotèlica». Russell també es refereix a l'ètica d'Aristòtil com a «repulsiva», i anomena la seva lògica «sens dubte, tan antiquada com l'astronomia ptolemaica». Russell afirma que aquests errors fan que sigui difícil de fer justícia històrica a Aristòtil, fins que hom recorda la importància de l'avenç a tots els dels seus predecessors.

### Filòsofs grecs posteriors
La influència immediata de l'obra d'Aristòtil es feu palesa amb la fundació de l'Escola peripatètica al Liceu. Alumnes notables d'Aristòtil foren Aristoxen, Dicearc, Demetri, Eudem de Rodes, Hàrpal, Hefestió, Menó, Mnasó de Fòcida, Nicòmac i Teofrast. La influència d'Aristòtil sobre Alexandre el Gran es veu en l'elecció en la seva expedició com a amfitrió dels zoòlegs, botànics i investigadors. També va aprendre molt sobre els costums perses i les tradicions del seu mestre. Encara que el seu respecte per Aristòtil disminuí a mesura que els seus viatges deixaven evident que gran part de la geografia d'Aristòtil era incorrecta, quan el filòsof va publicar les seves obres, Alexandre es queixà: «No has fet bé de publicar els tractats acroamàtics. Perquè, ¿en què excel·lirem nosaltres sobre els altres, si les doctrines en què hem estat instruïts han de ser ara comunes a tothom?».

### Influència en els erudits romans d'Orient
Els escribes cristians grecs van tenir un paper crucial en la preservació d'Aristòtil copiant tots els manuscrits existents grecs del corpus. Els primers cristians grecs a comentar àmpliament Aristòtil van ser Joan Filopò, Elies i David al segle vi, i Esteve d'Alexandria a l'inici del segle VII. Joan Filopò destaca per haver intentat una crítica fonamental de punts de vista d'Aristòtil sobre l'eternitat del món, el moviment i altres elements del pensament aristotèlic. Després d'un parèntesi de diversos segles, el comentari formal per part d'Eustrat i Miquel d'Efes reapareix a les acaballes del segle xi i principis del xii, aparentment patrocinat per Anna Comnena.

### Influència en els teòlegs islàmics
Aristòtil va ser un dels pensadors occidentals més venerats en la teologia islàmica. La major part de les obres encara existents d'Aristòtil, així com alguns dels comentaris grecs originals, van ser traduïts a l'àrab i estudiats per filòsofs musulmans, científics i acadèmics. Averrois, Avicenna i Al-Farabí, que va escriure sobre Aristòtil amb gran profunditat, també van influir Tomàs d'Aquino i altres filòsofs escolàstics cristians occidentals. Al-Kindí considera Aristòtil com l'excepcional i únic representant de la filosofia i Averrois va definir Aristòtil com a «exemplar» per a tots els filòsofs del futur. Erudits medievals musulmans descriuen regularment Aristòtil com el «primer mestre». Els erudits musulmans li van donar primer el títol «mestre» a Aristòtil, i més tard va ser utilitzat pels filòsofs occidentals (com en el famós poema de Dant), que van ser influenciats per la tradició filosòfica islàmica.
Segons els teòrics grecs, els musulmans consideren Aristòtil com un filòsof dogmàtic, l'autor d'un sistema tancat, i creien que Aristòtil compartia amb Plató principis essencials del pensament. Alguns van arribar fins al punt d'assimilar Aristòtil amb les idees metafísiques neoplatòniques.

### Influència en els teòlegs cristians occidentals
Amb la pèrdua de l'estudi de l'antiga Grècia a la part occidental del món romà, Aristòtil hi va ser pràcticament desconegut des del 600 aC al 1100, excepte per la traducció llatina de l'Organon per Boeci. Als segles xii i xiii, l'interès per Aristòtil va reviure i diversos cristians llatins el van traduir, tant de traduccions a l'àrab —com Gerard de Cremona i Miquel Scot— com des del grec original —com Jaume de Venècia i de Willem van Moerbeke.
Després de la teologia de Tomàs d'Aquino, a partir de les traduccions de Moerbeke, l'interès pels escrits d'Aristòtil va créixer, els manuscrits grecs va tornar a Occident i es va estimular un ressorgiment de l'aristotelisme a Europa, que es va perllongar fins al Renaixement. Pensadors escolàstics com Tomàs d'Aquino es refereixen a Aristòtil com «el filòsof» (vegeu Summa Teològica, part 1, qüestió 3). Aquests pensadors van barrejar la filosofia aristotèlica amb el cristianisme i van portar el pensament de l'antiga Grècia a l'edat mitjana. Alhora, es produeix un rebuig d'alguns principis aristotèlics de les ciències i les arts a causa del descobriment de les lleis de la ciència moderna i els mètodes empírics. Ausiàs March rep influències d'Aristòtil. El poeta medieval anglès Geoffrey Chaucer descriu que el seu alumne preferia tenir a la capçalera del llit els vint llibres d'Aristòtil enquadernats en negre o en vermell. El poeta italià Dant al·ludeix Aristòtil en els primers cercles de l'infern:
viu el mestre de tots aquells que saben
seure entre filosòfica família.
L'admiren tots, i honor tots li tributen.
Fent rotllo amb ell, hi havia Plató i Sòcrates,
que, d'entre tots, n'estan més a la vora.

### Pensadors posteriors a la Il·lustració
El filòsof alemany Friedrich Nietzsche va assegurar que havia pres gairebé tota la seva filosofia política d'Aristòtil. Encara que aquesta afirmació és inversemblant, sense dubte la rígida separació d'Aristòtil entre l'acció i la producció, i la seva justificació de la submissió dels esclaus i altres a la virtut —o areté— d'uns pocs justifiquen l'ideal de l'aristocràcia. Va ser Martin Heidegger, i no Nietzsche, qui va elaborar una nova interpretació d'Aristòtil i va mirar de justificar la seva desconstrucció de la tradició escolàstica i filosòfica. Ayn Rand va definir Aristòtil com «el filòsof més gran de la història» i el cita com una influència important en el seu pensament. Més recentment, Alasdair MacIntyre ha intentat reformar el que ell anomena la tradició aristotèlica d'una manera antielitista i capaç de disputar les tesis tant de liberals com de nietzscheans.